# Восстание в Чечне и Дагестане (1877)
Восстание 1877 года в Чечне и Дагестане — восстание чеченцев и дагестанцев против российских властей в связи с русско-турецкой войной 1877—1878 гг. Известно также как «Малый газават». Инициатор и руководитель восстания — Алибек-Хаджи Алдамов.

## Восстание
Подготовка к восстанию в горной Чечне началась ещё весной 1876 года. Жители горных аулов собирались в лесах на тайные сходки, где звучали клятвы не мириться с установившимися порядками.
Восстание возглавил Алибек-Хаджи Алдамов, возвратившийся из хаджа в Мекку (возможно через Константинополь). Вероятно, там же в Турции, он встречался с сыном Шамиля Гази-Магомедом, с которым совещался, как поднять восстание одновременно с турецкими десантами на Черноморском побережье. Другие паломники, возвращавшиеся в Чечню и Дагестан через Турцию, приносили с собой прокламации, призывающие к восстанию. Источники, далекие от Кавказа, предлагали свою мифологизированную версию событий, благодаря которой в 1877 году в Чечне распространилась молва о том, что в горах найден «священный меч» посланный Аллахом для истребления гяуров, и что этот меч находится в руках Алибека-Хаджи.
Воспользовавшись началом Русско-турецкой войны, которая была объявлена 12 апреля 1877 года, Алибек-Хаджи в ночь на 13 апреля собрал около 60 человек авторитетных чеченцев в лесу у аула Саясан (ныне Ножай-Юртовский район), которые избрали его своим имамом и дали клятву прервать сношения с царской администрацией и добиваться независимости. Сторонники Алибека-Хаджи распускали слухи о том, что русские, за неимением на Кавказе войск, нарядили в солдатские мундиры женщин. Они объявляли о том, что турецкие войска взяли Тифлис и под предводительством Гази-Магомеда, сына Шамиля, усиленным маршем идут прямо в Ичкерию. Есть предположение, что сторонники Алибека-Хаджи нарядили кумыка в красный халат и выдавали его народу за турецкого пашу, присланного султаном.
Алибек-Хаджи собрал вокруг себя отряд численностью около 500 человек, который шел от аула к аулу и забирал с собой всех желающих стать в его ряды. Отряд шел вдоль реки Хулхулау. Алибек-Хаджи хотел проникнуть в Хулхулинское ущелье, отрезать сообщение с Ведено и затем двинуться на Чеберлой. В Чеберлое уже действовал другой лидер повстанцев — Дада Залмаев, там же появился бывший наиб Ума-Хаджи Дуев. К движению присоединяются крестьяне бассовских аулов — Махкеты, Хатуни, Таузень, Агишты, Гуни. Алибек-Хаджи двинулся к Майртупу, желая захватить всю Большую Чечню. После пожарищ аулов и истребления посевов, наступило небольшое затишье в Ичкерии, малой Чечне, Шатое и Чаберлое. Но в это же время Ума-Хаджи поднимает зумсоевское общество. Лохвицкий выступил против него в Зумсой с 6 ротами пехоты, 100 казаками, охотниками и артиллерией. Алибек пытался перегородить ему дорогу, но тот прорвался. Ума сумел отбиться, однако был ранен.
22 апреля у Майртупа произошёл бой повстанцев с русскими войсками под командованием полковника Нурида и подполковника Долгова. В нём повстанцы потеряли 300 человек убитыми и ранеными из 3 тысяч. Полковник Нурид с боями спешно отступил через Гельдыген и Герменчук к Устар-Гардоевскому укреплению (ныне город Аргун), заняв позиции за мостом, перекрыв путь на крепость Грозную, затем, убедившись что его отряд не преследуют, опередив повстанцев, вернулся в Шали.
26 апреля жители Умахан-Юрта отказались впускать отряды Алибека-Хаджи в своё село, и он направляется к крупнейшему селению на плоскости — Шали. За оборону Шали отвечал полковник Нурид. Однако он принял решение не покидать крепость, и шалинцы вынуждены были сами оборонять своё родное село. Старшина Шали Борщиг Ханбулов собрал всех мулл, хаджей, улемов села и убедил их, что от восстания Чечня всё равно ничего хорошего ждать не может, что если бы восставшие и победили, то, несомненно, лишь на очень короткий срок. Шалинцы дали слово отстоять село от вторжения Алибека-Хаджи и 27 апреля не впустили Алибека-Хаджи в своё село даже под угрозой применения силы повстанцами. После повстанцы направились к Качкалыковским аулам, где вступили в бой с российскими войсками под командованием майора Явченко. 27 и 29 апреля они дважды потерпели неудачу в ущелье Хулхулау и при Ца-Ведено. Повстанцы под командованием Дады Залмаева, направлявшиеся в Шаро-Аргун, были рассеяны отрядом полковника Лохвицкого при поддержке местной милиции, которую организовал старшина Хайбула.
В начале мая 1877 года в Терской области было сосредоточено до 31 тысячи российских войск при 104 орудиях и более 5 тысяч местных добровольцев. Часть этих сил была сосредоточена для охраны стратегически важных объектов и направлений, а непосредственно на подавление восстания было брошено 84 роты и 8,5 казачьих сотен при 32 орудиях. Кроме того, из Дагестана против восставших был направлен отряд в составе двух батальонов Апшеронского и Самурского полков, шесть дружин и три сотни милиции при 4 орудиях. Для подавления восстания приказом по войскам Терской области № 50 от 31 мая был сформирован Походный штаб командующего войсками Терской области.
2 мая турецкое командование высадило в Сухуме около 10 батальонов, состоявших в основном из мухаджиров. Русские войска, под командованием генерал-майора П. П. Кравченко, покинули Абхазию и ушли к берегам Ингура. 6 мая был высажен турецкий десант в Очамчире, 10 мая — в Гаграх, 11 мая — в Адлере. Военный министр Османской империи предложил дивизионному генералу Мусе Кундухову, мухаджиру и бывшему генерал-майору русской армии, отбыть в Абхазию для руководства действиями этого десанта и вовлечения в восстание как можно более широких слоев местного населения, но Муса Кундухов заявил, что направленные на Кавказ османские силы слишком малочисленны, чтобы способствовать достижению поставленных целей. 19 июля русские войска под командованием генерал-майора Я. К. Алхазова вошли в Очамчир и начали наступление на Сухум. 7 августа выступивший из Сочи отряд полковника Б. М. Шелковникова занял Гагры. 20 августа Алхазов нанёс поражение турецкому десанту, который был вынужден эвакуироваться, и вошёл в Сухум.
10 мая началось наступление трёх русских отрядов на горную часть Ичкерийского округа. В первых числах мая войска из Эрсеноя, со стороны Хасавюрта, местная милиция и милиция Андийского округа начали движение в сторону Чеберлоя, где сконцентрировались восставшие. Отряды Алибек-Хаджи ушли в верховья реки Ярыксу, в Симсирские леса.
14 мая 1877 года началось восстание в Салатавии (Дагестан). Начальник Терской области генерал А. П. Свистунов двинулся с войсками к Симсиру, лежавшему на границе Ичкерии, Ауха и Салатавии, чтобы овладеть Симсиром и захватить Алибека-Хаджи. 17 мая Симсир был взят, но Алибек-Хаджи бежал вместе со своими приверженцами. После этого Симсир был срыт, а Салатавия изъявила покорность российским властям. Мятежные аулы в горах были разгромлены, частью совершенно уничтожены, а жители были выселены на равнину. Оставшиеся на прежних местах проживания жители обязаны были расчищать просеки и доставлять войскам продовольствие. Была установлена награда в 25 рублей за каждого пойманного или убитого повстанца.
17—18 августа Ума-Хаджи Дуев с 300 повстанцами выдвинулся к аулам на реке Басс. 25—27 августа со своими повстанцами участвовал в боях на реке Басс с отрядами атамана А. М. Смекалова, в подчинении которого находились 2 батальона Куринского и Апшеронского пехотных полков, 3 сотни Сунженского казачьего полка, 7 горных орудий, ингушская сотня, 3 сотни дагестанской конной милиции и пешей дружины. 28 августа совместно Лорса-Хаджи участвовал в боях у аула Элистанжи.
Свистунов начал окружение Симсирских лесов, но Алибек-Хаджи со своим отрядом ушёл через кордоны горской милиции от Симсира на лесистые высоты, находящиеся рядом с селением Аллерой. Русским войскам пришлось выбивать его с этих высот.  В конце лета 1877 года число воинов Алибека-Хаджи достигло предельных размеров — около 3 тысяч человек.
Ежедневно восставшие группами по 30—60 человек перекрывали движение по дорогам, нападая на русские отряды. Для охраны дорог были сформированы так называемые партизанские команды в 100—150 человек каждая. По свидетельству очевидца, действия их сводились к следующему: «…дни и ночи ходили люди по 2—3 человека сначала по дороге, затем углублялись все более и более в леса. Над всякими чинили свой собственный суд — просто говоря, отправляли на тот свет. Эта партизанская команда навела на окрестных жителей такой страх, что они не осмеливались появляться ближе 6—7 вёрст от дороги. Мера была крутая, жестокая, но весьма эффективная…».
Аликбек-Хаджи перебрался в Ичкерию, там восстание вспыхнуло с новой силой, восставшие попытались блокировать крепость Ведено. В августе в Ичкерию была направлена карательная экспедиция. Войска сжигали аулы и истребляли посевы. У жителей Беноя и Зандака были конфискованы все земли. 110 семей, проживавших в селе Зандак, после уничтожения его войсками были расселены на зимнее время в аулах, расположенных в равнинной части округа.
29 августа началось восстание в Гунибском округе Дагестанской области. Имамом восставших горцев Дагестана был провозглашён Мухаммад-Хаджи Согратлинский. Началась осада повстанцами Гунибского укрепления. 8 сентября на сторону повстанцев перешёл отряд местной милиции, направленный против них.
2 сентября произошел бой повстанцев с русскими войсками у аула Элистанжи. Повстанцы были разбиты и бежали в леса. Аликбек-Хаджи снова скрылся в Симсирских лесах. 29 сентября туда был выслан русский отряд, который 8 октября окончательно разбил повстанцев. 9 октября Алибек-Хаджи с 60 соратниками прорвался в Дагестан. 16 октября генерал Свистунов доложил, что Терская область «совершенно очищена от мятежников».
13 сентября восстал весь Южный Дагестан, где кайтагцы и табасаранцы стали разорять хутора армян и русских и уничтожать их сады. Джафар-хана провозгласили Газикумухским ханом, Мехти-бека — уцмием (правителем) Кайтага и Табасарана и имамом Кавказа, Магомед-Али-бека — Кюринским ханом, Кази-Ахмед-бека — Ахтынским ханом. 27 сентября — 5 октября состоялась экспедиция генерала Комарова в горы Дагестана. Были уничтожены аулы Мамедкала, Башлыкент, Янгикент, Великент, Маджалис и другие. Горцы предприняли безуспешную попытку прорвать кольцо окружения и выйти на равнинную часть Дагестана. 20 октября село Цудахар было взято штурмом русскими войсками после того, как было полностью разрушено артиллерией, при этом, по дагестанским источникам, погибло по 1,9 тысяч человек с каждой стороны.
24 октября войска генерала А. М. Смекалова взяли аул Телетль. 3 ноября, после двухдневных боёв, пал аул Согратль — последний оплот восставших. Повстанцы выдали руководителей дагестанского восстания Мухаммад-Хаджи Согратлинского, его отца шейха Абдурахмана-Хаджи, Абдул-Меджида, Аббас-пашу и руководителей чеченского восстания Умма-Хаджи Дуева, Даду Умаева, Даду Залмаева. Но Алибек-Хаджи вырвался из окружения и вернулся в Чечню.
10—30 ноября происходило разбирательство дел арестованных горцев в Гудул-майдане близ Гуниба и в других местах особо назначенной по приказу командующего войсками Дагестанской области комиссией военно-полевого суда. К смертной казни через повешение были приговорены 300 человек. 14 человек из приговоренных были казнены в местности Салануб близ Гудул-Майдана «в пятницу на глазах специально приглашенных людей, прибывших из разных мест», остальные — в разных местах, в том числе в Дербенте и в Грозном, некоторые из приговоренных умерли в тюрьмах.
27 ноября Алибек-Хаджи сдался, чтобы из-за него не пострадали чеченские аулы. 6 марта 1878 года он и 11 его сподвижников военно-полевым судом в Грозном были приговорены к смертной казни через повешение и 9 марта повешены на рыночной площади.

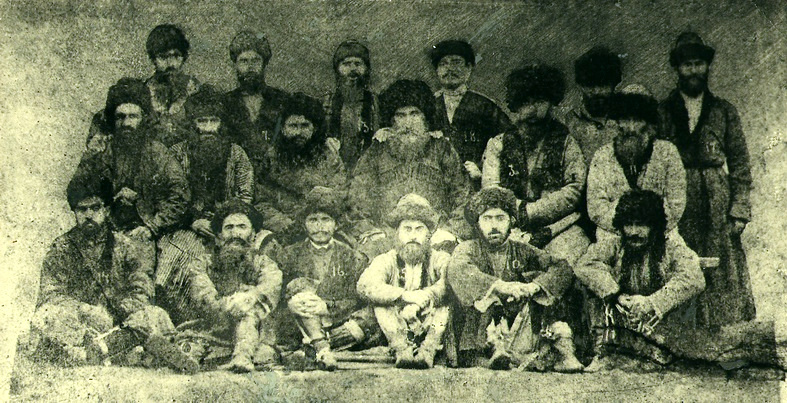
Фотография, сделанная в крепости Грозная после приговора, зачитанного военно-полевым судом в декабре 1877 года. В центре – Ума-Хаджи, справа от него – Алибек-Хаджи. Спереди Алибека – Дада Залмаев.

## Хронология
1877 год
- Февраль. В Дагестанской области объявлено военное положение: в аулах Дешлагар, Ишкарты, Чирюрт, Ботлих, Гуниб, Хунзах, Хаджалмахи организованы опорные пункты и военные укрепления; для обеспечения переброски боевых средств ассигновано 100 тысяч рублей; местным командам доставлены боевые запасы по 100 патронов на ружьё, для чего потребовалось около 500 тысяч патронов; артиллерийские орудия были обеспечены полуторным комплектом снарядов.

- В ночь на 13 апреля. Собрание 60 представителей из чеченских обществ близ аула Саясан, принимает присягу «разорвать всякие сношения с существующей властью», «объявить себя независимыми», объявляет газават и провозглашает имамом Чечни Алибека-Хаджи Алдамова из Симсира, который в Стамбуле, возвращаясь из хаджа в Мекку, встречался с сыном имама Шамиля Гази-Мухаммадом и совещался с ним по вопросам о будущем восстании. Начало восстания в Чечне. В первые дни восстание охватило 47 аулов Ичкерии, с населением 18 тысяч человек. Руководили восстанием Алибека-Хаджи Алдамов, Дада Залмаев из Чубах-Кенерой, Губа-хан из Гуни Сулейман Центароевский, бывшие наибы имама Шамиля Ума-Хаджи Дуев из Зумсоя и Султан-Мурад Беноевский.

- 18 апреля. Кавказский наместник Великий князь Михаил Николаевич требует уведомления о положении дел в Терской области и призывает «энергично затушить первую искру пожара».

- 19 апреля. Объявление Терской области на военном положении.

- 20 апреля. Прибытие в Грозный начальника Терской области генерал-адъютанта Свистунова, который распорядился подтянуть войска к путям возможного выхода восставших на плоскость.

- 21 апреля. Выход повстанцев на плоскость в районе аула Джугарты. На сторону Алибека-Хаджи переходят аулы Майртуп, Гелдаган, Цоци-Юрт, Бачи-Юрт, Иласхан-Юрт, Аллерой, Центарой.

- 22 апреля. Попытка повстанцев пробиться в укреплениям Герзель-Аул и Хасавюрт.

- 22 апреля. Первый бой на берегу Аксая у аула Ишхой-Юрт. Отступление повстанческого отряда Акты Мескетинского.

- 22 апреля. Первое крупное сражение у аула Майртуп повстанцев Алибека-Хаджи с отрядом полковника Нурида и подполковника Долгова (4 батальона Куринского и Навагинского пехотных полков, сотня Сунженского казачьего полка, 6 орудий). Отряд Нурида через аулы Курчалой, Гелдаган и Герменчук отступает к аулу Устар-Гардой.

- 23 апреля. Повстанцы занимают аул Курчалой.

- 24 апреля. Официальной телеграммой Великий Князь Михаил Николаевич уведомляет императора Александра II: «События в Терской области принимают серьёзный характер возбуждения фанатиками части населения Ичкерии и Ауха…последние донесения…требуют не останавливаться ни перед какой мерой, в противном случае общему спокойствию Терского населения грозит большая опасность».

- 26 апреля. Движение Алибека-Хаджи в сторону аула Умахан-Юрт.

- 26 апреля. Вооруженное сопротивление повстанцам жителей аула Гудермес.

- 27 апреля. Бой повстанцев Губа-хана в ущелье Хулхулау с Эрсеноевским отрядом (8 рот Куринского пехотного полка) майора Явченко.

- 28 апреля. Повстанцы Алибека-Хаджи подступили к аулу Шали. Вооруженное сопротивление повстанцам жителей Шали во главе с Боршиком Ханбатыровым. Отступление Алибека-Хаджи в сторону аула Автуры.

- 29 апреля. Бой между повстанцами Губа-хана и отрядом майора Явченко при ауле Ца-Ведено.

- Конец апреля. Восстание в Аргунском округе под руководством Дады Залмаева.

- Начало мая. В помощь войскам Терской области, в Андийском округе Дагестанской области создан Дагестанский Нагорный отряд (2 батальона Апшеронского и Самурского пехотных полков, 4 горных орудия, 6 сотен казаков, аварская милиция (3 тысячи человек)) во главе с полковником Накашидзе.

- 1 мая. На помощь гарнизонам укреплений Шатоевское, Евдокимовское, Башин-Кали прибыл батальон Таманского пехотного полка с 2 орудиями.

- 2 мая. Бой повстанцев с отрядом полковника Лохвицкого вблизи аула Богачирой в верховьях реки Аргун.

- 5 мая. В Терской области для подавления восстания сосредоточено 24 409 солдат, 16 сотен казаков, 4 сотни милиции (чеченская, ингушская, осетинская, кумыкская), 104 орудия.

- 8 мая — 3 июня. В целях предупреждения восстания в Чеченском округе, отряды полковника Нурида и подполковника Лохвицкого совершают рейды по аулам Чеченского округа и Аргунскому ущелью.

- 10 мая. Начало трехстороннего генерального наступления русских войск на Восточную Чечню: из Грозного — отряд генерал-адъютанта Свистунова; из Хасавюрта — отряд полковника Батьянова; из Анди — отряд полковника Накашидзе. Все отряды 14 мая должны были встретиться в Беное.

- 11 мая. Наступление отрядов полковника Батьянова (2-й и 5-й батальоны Кабардинского пехотного полка, 3 сотни казаков, 6 орудий) и майора Коленко (2 сотни пехоты, 4 орудия) вверх по реке Ярыксу в сторону аула Зандак.

- 13 мая. Бой повстанцев Алибека-Хаджи с отрядами Батьянова и Коленко при ауле Акташ-Аух. Отступление Батьянова в Хасавюрт, Коленко — в укрепление Кечень.

- 14 мая. Отряд занимает полковника Накашидзе территории к югу от Беноя.

- 14 мая. Наступление на беноевские аулы отрядов местной милиции во главе с начальником Ичкерийского округа полковником Аваловым и приставом 2-го участка капитаном Пруссаковым.

- 14 мая. Наступление отряда генерал-адъютанта Свистунова (2 батальона Куринского и Таманского пехотных полков, сотня казаков, 2 орудия) из Эрсеноя, через Центарой, на Симсар.

- 14 мая. Формирование в Хасавюртовском, Аргунском и Чеченском округах отрядов из милиции для поимки Алибека-Хаджи и других руководителей восстания. Милиционерам назначено жалованье 15 рублей в месяц.

- 15 мая. Восстание распространяется на Салатавию и Гумбет в Дагестане. Великий Князь Михаил Николаевич сообщал Александра II: «Как видно зараза гнездится глубоко и искоренение её будет стоить не малых забот и времени».

- 16 мая. Второе неудачное наступление отряда полковника Батьянова (2 батальона пехоты, 2 взвода горных орудий, 3 сотни казаков и кумыков) на Аух и Салатавию.

- 17 мая. Уничтожение отрядами Свистунова и Колейко аулов Зандак и Байтарки .

- 20 мая. Наступление на Аух и Салатавию: вверх по реке Ярыксу — отряд Свистунова; из Чирюрта — отряд начальника Дагестанской области генерала от кавалерии Меликова; из укрепления Евгеньевское — отряды полковников Тер-Асатурова и Перлика.

- 28 мая. Подавление восстания в Салатавии и Гумбете. Его очаги — аулы Артлух и Данух разорены по приказу полковника Накашидзе. Начальник штаба Кавказского наместника генерал от кавалерии Лорис-Меликов предлагает Свистунову уничтожить аулы Аймаки и Буртунай.

- 30—31 мая. Восстание распространяется на Дидоэтию. На его подавление отправлены Дагестанский Нагорный отряд полковника Накашидзе, взвод 6-й горной батареи 20-й артиллерийской бригады, 1-й батальон Апшеронского пехотного полка, а также подкрепления из Грузии.

- 3 июня. Уничтожение отрядом Батьянова аулов Даттах и Зандак-Ара. Выселение части жителей на плоскогорье.

- 3 июня. Насильственная мобилизация жителей Ауха, Салатавии и Гумбета против Алибека-Хаджи.

- 5 июня. Уничтожение аула Симсир.

- 15 июня. Генерал-адъютант Свистунов объявил вознаграждение в размере 25 рублей за каждого повстанца, доставленного живым или мёртвым.

- 15 июня. В результате артобстрела уничтожен аварский аул Асах.

- 22 июня. Потерпев поражение в Аухе, Салатавии и Зандаковских аулах, Алибек-Хаджи с 100 повстанцами, в основном аварцами, занял позицию на высоте Кожалк-Дук. В течение двух дней к нему присоединились ещё 200 человек из окрестных аулов.

- 23 июня. В 5 часов утра русские войска предприняли трёхсторонний штурм высоты Кожалк-Дук. Против 300 повстанцев Алибека-Хаджи сражались отряды полковника Батьянова (2 батальона и 2 роты Кабардинского пехотного полка, взвод горных орудий, 2 сотни Кизляро-Гребенского полка, 3 сотни милиции (ингушская, осетинская, кумыкская)), местная милиция под командой поручика Ойшиева, 2 роты Куринского пехотного полка под командованием подполковника Кнорринга, отряд полковника Долгова (батальон Таманского пехотного полка, сотня Кизляро-Гребенского полка, 2 орудия), выходы на плоскость блокировал отряд полковника Нурида (6 рот пехоты, 3 сотни казаков и полубатарея). Только в 8 часов вечера русские взяли Кожалк-Дук. Алибек-Хаджи прорвал окружение, потеряв 40 человек убитыми, и ушёл в Симсирские леса.

- 1 июля. Восстание в аулах, расположенных в долине реки Басс, Махкеты, Хаттуни, Тевзана, Агишты, Элистанжи под руководством Абдул-Хаджи и Тангая. Начало второго этапа восстания. Командующим войсками в Ичкерийском и Аргунском округах назначен генерал-майор Виберг.

- 2—3 июля. Начальник Ичкерийского округа полковник Авалов писал генерал-адъютанту Свистунову: «…остаётся одно — действовать силой оружия не против скрывающейся партии (то есть восставших), а против аульных обществ». Свистунов ответил: «Мнение вполне разделяю».

- 6 июля. Отряд Виберга (6 рот Куринского полка, 2 орудия, андийская милиция) подавил восстание в долине реки Басс.

- 7 июля. Повстанцы Алибека-Хаджи занимают аул Агишты и ущелье Басс.

- 12—18 июля. Действия отрядов полковника Накашидзе, подполковника Лохвицкого и местной милиции под командой Курбанова и Акаева против повстанцев в Аргунском округе. Уничтожение аулов Буни, Кулой, Макажой, Садой, Нижалой.

- 13 июля. Бой повстанцев Алибека-Хаджи с отрядом генерала Виберга (7 рот Куринского пехотного полка, 2 горных орудия, сотня Сунженского казачьего полка, сотня осетинской милиции) вблизи аула Тевзана. Уход Алибека-Хаджи в Чеберлой.

- 22 июля. Восстание в Аргунском округе под руководством Умма-Хаджи Дуева.

- 24 июля. Генерал-адъютант Свистунов прибывает в укрепление Шатоевское для личного руководства подавлением восстания в Аргунском округе.

- Начало августа. Вместо Виберга командующим русскими войсками в Восточной Чечне назначен генерал-майор Смекалов.

- 8 августа. В секретном письме начальнику Ичкерийского округа Авалову генерал-адъютант Свистунов писал: «…меры снисхождения пока неизбежны; общий же со всеми расчёт будет потом».

- 12 августа. Прибытие Смекалова в Ведено, вокруг которого сконцентрировались отряды повстанцев.

- 12 августа. Из России в Аргунский и Ичкерийский округа прибывают 4 батальона Динабургских крепостных полков.

- 13 августа. На сторону восставших перешли все аулы вокруг Ведено, также восставшие, под руководством Султан-Мурада Беноевского, Сулеймана Центароевского, Тангая, взяли под контроль все высоты, прилегающие к Ведено.

- 13 августа. Бой на высоте Гамардук между отрядами Сулеймана Центароевского и полковника Накашидзе (батальон Апшеронского пехотного полка, взвод горной батареи, 3 сотни Дагестанской милиции, 3 сотни андийской конницы, 2 команды Дагестанской пешей дружины, к полудню на помощь Накашидзе из Эрсеноя прибыли 3 роты Куринского пехотного полка).

- 14 августа. Бой отряда Смекалова (батальонов Апшеронского и Куринского пехотных полков, 500 пехотинцев Дагестанской пешей дружины, 3 сотни Дагестанской конной милиции, сотня Сунженского казачьего полка, ингушская сотня, 6 орудий) с повстанцами при ауле Дышне-Ведено. Повстанцы отступили в Центарой.

- 15 августа. Приказ генерал-адъютанта Свистунова генерал-майору Смекалову «продвигаться вперёд, беспощадно уничтожая перед собой всё и всех».

- 15 августа. Распоряжение генерал-адъютанта Свистунова о выдаче раненым в боях с повстанцами солдатам и милиционерам от 3 до 10 рублей, «смотря по ране и заслуге».

- 15—17 августа. Бои с повстанцами в районах высоты Эртен-Корт. Уничтожение аулов Эрсеной, Ноже, Тазен-Кала, Курчали.

- 16 августа. Распоряжение генерал-адъютанта Свистунова о выплате единовременного пособия в размере 50 рублей семьям добровольцев, погибших в боях с повстанцами.

- 16 августа. Генерал-адъютанта Свистунов обещает отдать андийцам чеченские земли, «если они будут хорошо драться с бунтовщиками».

- 17 августа. Уничтожение аула Мескеты.

- 17—18 августа. Появление Умма-Хаджи Дуева с 300 повстанцами в бассовских аулах.

- 17—18 августа. Уничтожение посевов и взятие аманатов. На жителей аулов Центарой, Курчали, Тазен-Кала налагаются штрафы деньгами и скотом.

- 18 августа. Свистунов приказывает поголовно выселить беноевцев и зандаковцев на плоскость или «выморозить их всех зимою, как тараканов и уничтожить голодом».

- 19 августа. Взятие укреплённой позиции повстанцев между аулами Зазерганы и Вашиндарой.

- 20 августа. Отряд Смекалова (3 батальона регулярных войск, сотня Сунженского казачьего полка, полубатарея, 3 сотни Дагестанской конной милиции, 1-я Дагестанская пешая дружина) прибывает в аул Беной.

- 21 августа. Смекалов отказывает депутации женщин из Дышне-Ведено в просьбе пощадить их аул.

- 21 августа. Усмирив аулы по рекам Аксай и Ямансу, в Беной прибыл отряд полковника Батышова.

- 24 августа. Прибытие в Ведено генерал-адъютанта Свистунова.

- 24—29 августа. Переселение беноевцев на плоскость.

- 25—27 августа. Бои отряда Смекалова (2 батальона Куринского и Апшеронского пехотных полков, 3 сотни Сунженского казачьего полка, 7 горных орудий, ингушская сотня, 3 сотни Дагестанской конной милиции и пешей дружины) с повстанцами Умма-Хаджи Дуева на реке Басс.

- 26 августа. Для поддержки отряда Смекалова в аул Агишты прибывает Шалинский отряд полковника Эристова.

- 26—27 августа. Уничтожение аулов Махкеты, Тевзана, Хаттуни.

- 28 августа. Бой у аула Элистанжи с повстанцами Умма-Хаджи Дуева и Лорса-Хаджи.

- 29 августа. Восстание в Гунибском округе Дагестанской области. Жители аулов Гергебиль и Салты захватывают Георгиевский мост через Каракойсу. Жители аула Согратль отказались выполнять приказ коменданта Гуниба полковник Войно-Оранский выслать вооружённый отряд милиции для охраны Георгиевского моста. Блокада Гуниба.

- 30 августа. В Анада-майдане, близ аула Ругуджа, восставшие провозгласили имамом Дагестана Мухаммад-Хаджи Согратлинского, сына тарикатского шейха Абдурахмана-Хаджи. Аулы Тлейсерух, Карах, Телетль, Корода, Куяда присылают в Анада-майдан своих представителей. Во все аулы Гунибского и других округов Дагестана направляются гонцы с прокламациями и воззваниями. К восстанию присоединились жители всех аулов Гунибского округа, кроме аула Чох.

- 30 августа. Восставшие горцы нападают на команду солдат 6-го Кавказского линейного батальона в Карахском лесу.

- 30 августа. Восставшие горцы нападают на команду солдат 7-го Кавказского линейного батальона в районе аула Голотль.

- 31 августа. Куядинцы угоняют казённый скот и захватывают военное имущество в Верхнем Гунибе.

- Конец августа. Для подавления восстания в Чечне направлены регулярные войска численностью 31352 человек (27991 штык и 3361 сабля) и 104 орудия, более 5 тысяч добровольцев, мобилизованных в Дагестане, Чечне и Ингушетии.

- 1 сентября. Восстание распространяется по территории Дагестанской области.

- 2 сентября. Бой отряда Смекалова (Куринский пехотный полк, 2 сотни Сунженского казачьего полка, осетинская сотня, взвод горных орудий) с повстанцами Умма-Хаджи Дуева при ауле Элистанжи.

- 2 сентября. Восстание в аулах Карата, Ругуджа, Тлинсир, Мукратль.

- 2 сентября. Лорис-Меликов приказывает начальнику Даргинского округа полковнику Тарханову и начальнику Казикумухского округа полковнику Чемберу мобилизовать пешую и конную милицию и двинуться на Согратль.

- 3—15 сентября. Мобилизация местного населения на вырубку лесов на высотах Гамардук, Эртеи-Корт и в долине реки Гумс.

- 3—20 сентября. Операция «охотничьих отрядов» по выселению жителей, скрывающихся в лесах в долине реки Басс. Мобилизация местного населения на рубки просек.

- 5—8 сентября. Восстание в Казикумухском округе, в ходе которого в были убиты начальник округа полковник Чембер вместе со своим штабом и служащие окружного управления. Восставшие провозгласили газикумухским ханом Джафар-хана, сына Аглар-хана, и присягнули Мухаммаду-Хаджи.

- 8 сентября. В Гунибском округе на сторону Мухаммада-Хаджи перешёл 8-тысячный милицейский отряд под начальством ротмистра Абдул-Меджида Кумухского и штабс-капитана Фатали-бека.

- 9 сентября. Восстания в аулах Куппа и Цудахар.

- 10 сентября. Восстание в Даргинском округе.

- 10 сентября. Вооружённые жители аула Мамедкала во главе с Мехти-беком прибыли в аул Башлыкент и призвали местных жителей к газавату. Мехти-бек Уцмиев провозглашён кайтагским уцмием и имамом Кавказа. Начало восстания в Кайтаго-Табасаранском округе.

- 10—11 сентября. Отряды повстанцев из Согратля, Кумуха, Акуши, Цудахара, Мекеги, Карамахи, Наскента, Кака-махи и Кутиша выступили к аулу Леваши.[13]

- 11 сентября. Поражение повстанцев у аула Куппа. В ходе боя погиб Фатали-бек. Общие потери восставших составили 400 человек.

- 11 сентября. Бой повстанцев с русскими у аула Карамахи.

- 12 сентября. К генерал-майору Смекалову прибывает депутация старейшин бассовских аулов с просьбой не выселять их аулы на плоскость. Смекалов потребовал за пощаду аулов выдать Алибека-Хаджи Алдамова, Умму-Хаджи Дуева, Лорсу-Хаджи, Тангая, Сулеймана Центароевского, Султан-Мурада Беноевского и других руководителей восстания. На это старейшины ответили: «Требуй от народа возможного: но то, что ты предлагаешь, свыше сил наших, и не может быть исполнено ни за горы золота, ни под страхом потери всего имущества, семейства и самой жизни».

- 12 сентября. Подавление восстания в Даргинском округе. По приказу Лорис-Меликова местные жители должны выставить тысячу ароб для перевозки провианта и снаряжения Дагестанского Нагорного отряда, организовать отряды милиции и выступить на Цудахар.

- 12 сентября. Восстание в ауле Маджалис. Русская администрация бежала в Кубу и Дербент.

- 12—14 сентября. В Дагестанскую область возвращается Дагестанский Нагорный отряд полковника Накашидзе (2 батальона Апшеронского и Самурского пехотных полков, Дагестанская конная милиция и Дагестанская пешая дружина).

- 13 сентября. В Южном Дагестане кайтагцы и табасараны разоряют «христианские хутора».

- 15 сентября. Восставшие лезгины перешли Самур и вторглись в Кубинский уезд и разорили хутор Ширванского пехотного полка. Восстание в Южном Дагестане оказало сильное влияние на Северный Азербайджан. Произошли выступления в Кубинском уезде и Закатальском округе.

- 16 сентября. Восстание в Кюринском округе. Перешедший на сторону восставших поручик Магомед-Али-бек избран кюринским ханом.

- 16 сентября. Из Терской области в Дагестанскую выслано подкрепление.

- 17—23 сентября. Боевые действия отряда полковника Тер-Асатурова в Южном Дагестане.

- 17—18 сентября. Бой отряда полковника Тер-Асатурова с повстанцами Мехти-бека при ауле Каякент. Повстанцы отступают в сторону аула Джемикент, разрушая за собой мосты.

- 19 сентября. Восстание в аулах Тинди и Ботлих.

- 20 сентября. Лезгины и табасаранцы осадили Дербент. В Дербент на пароходе прибывает рота Бакинского губернаторского батальона.

- 20 сентября. Восстали багулалы и ахвахцы.

- 21 сентября. Восстали чамалалы.

- 21 сентября. Бой отряда полковника Тер-Асатурова с повстанцами Мехти-бека при ауле Джемикент. Повстанцы оттеснены в горы[14].

- 22 сентября. Операция на высотах Даргендук в урочище Буккас, куда отступил Умма-Хаджи Дуев. Уничтожение горных аулов. Русские захватили 5 тысяч овец, 1 тысячу голов крупного рогатого скота, 100 лошадей.

- 23 сентября. Операция в урочище Селмень-Тевзана. Царские войска захватили 3 тысячи овец и 200 голов крупного рогатого скота.

- 23 сентября. Бой отряда полковника Тер-Асатурова с повстанцами у аула Мамедкала. Снятие осады с Дербента.

- 23 сентября. Восстание в ауле Анди.

- 24—25 сентября. Жители аулов Тинди и Гидатль, багулалы и чамалалы входят в сношение с отрядами Алибека-Хаджи и Умма-Хаджи Дуева.

- 26 сентября. В Дербент на пароходе «Насреддин-шах» прибывают несколько рот Апшеронского пехотного полка.

- 27 сентября. К Алибеку-Хаджи прибывает депутация андийцев с просьбой возглавить восстание.

- 27 — 28 сентября. Бой между повстанцами Алибека-Хаджи и отрядом Смекалова у аула Алхан-Хутор. Отступление Алибека-Хаджи в Симсирские леса, на гору Дюр-Корт.

- 27 сентября — 5 октября. Экспедиция Кайтагского отряда под командованием генерал-майора Комарова в Юго-Восточный Дагестан. Уничтожение аулов Мамедкала, Башлыкент, Янгикент, Великент, Маджалис. Отступление Джафар-хана в Табасаран и Кюринский округ.

- 28 сентября. Выступление из аула Алхан-хутор 5 колонн, по 120 солдат и казаков в каждой, на гору Дюр-Корт для поимки Алибека-Хаджи.

- 28 сентября. Кайтагский отряд занимает аул Джемикент.

- 29—30 сентября. Кайтагский отряд взял аул Башлыкент. Подавление восстания в Кайтаге. Захват больших запасов зерна у башлыкентцев.

- 29 сентября. Отряд полковника Накашидзе нанёс поражение повстанцам у аула Урма.

- 29 сентября — 8 октября. Бои в Симсирских лесах.

- 30 сентября. Из укрепления Кечень в аул Даттах, на помощь отряду Смекалова, прибывает отряд полковника Козловского.

- Конец сентября. Новые волнения в аулах по рекам Аксай и Ямансу.

- 1 октября. Волнение в Самурском округе переросло в открытое восстание. Перешедший на сторону восставших капитана милиции Кази-Ахмед-бек провозглашён ахтынским ханом. Сообщение с Ахтынской крепостью отрезано.

- 3 октября. Уничтожение аула Башлыкент.

- 4 октября. Выступление из аула Алхан-хутор 3 новых колонн регулярных войск в Симсирские леса.

- 4 октября. Кайтагский отряд взял штурмом аул Янгикент.

- 4—5 октября. Отряд полковника Накашидзе нанёс поражение повстанцам у аула Кутиша, расстроив их планы по распространению восстания на Темир-Хан-Шуринский округ.

- 5 октября. Кайтагский отряд взял штурмом аул Великент.

- 7 октября. Последний бой отряда Умма-Хаджи Дуева с русскими при ауле Шарой.

- 8 октября. Начало продвижения русских войск под командованием генерала от кавалерии Меликова для подавления восстания в Среднем Дагестане.

- 9 октября. Алибек-Хаджи с 60 соратниками уходит на соединение с повстанцами в Андийский округ.

- 10 октября. Отряд генерал-майора Смекалова выступает в Андийский округ.

- 11 октября. Для выступления на аул Цудахар, в ауле Леваши сосредоточивается отряда генерала Петрова (9 батальонов пехоты, 16 орудий и 10 сотен кавалерии).

- 12 октября. Умма-Хаджи Дуев, Дада Умаев, Дада Залмаев и другие предводители восстания в Чечне уходят в Дагестан.

- 12 октября. Отряд Смекалова вступает в аул Ботлих и выступает на аул Карата.

- 12 октября. Бой русских с повстанцами Нур-Мухаммада Дибира и Умма-Хаджи Дуева у аула Гоготль.

- 12 октября. Бой у аула Агвали. Повстанцы отступают в аул Тинди.

- 14 октября. Дагестанский Нагорный отряд полковника Накашидзе взял штурмом аул Хаджалмахи.

- 15 октября. Отряд полковника Накашидзе взял штурмом аул Куппа.

- 16 октября. Начальник Терской области генерал-адъютант Свистунов телеграфирует Великому князю Михаилу Николаевичу, что область «совершенно очищена от мятежников».

- 19—20 октября. Отряд генерал от кавалерии Меликова взял штурмом аул Цудахар. Руководившие обороной аула Ника-кади Цудахарский и Абдул-Меджид Кумухский бежали в Согратль.

- 22 октября. Отряд Меликова взял Кумух. Распоряжение Меликова «…доставлять для правительственного отряда ежедневно сено, ячмень, рогатый скот, баранов…посылать рабочих на разработку дороги к Согратлю».

- 23 октября. Отряд Смекалова (3,1 тысяч человек) располагается на правом берегу реки Аварское Койсу для наступления на аул Телетль.

- 25 октября. Отряд Смекалова взял аул Телетль. Руководитель телетлинских повстанцев прапорщик Муртаз-Али выдал русским других лидеров восстания — Мааду, Лорса-Хаджи и Тангая. Часть повстанцев сумела уйти в Согратль.

- 25—28 октября. Подавление восстания в Западном Дагестане и Табасаране.

- 25 октября. Кайтагский отряд генерал-майора Комарова взял и разорил аул Дюбек.

- 26 октября. Мехти-бек с 200 сподвижниками занимает разорённый аул Башлыкент и оттуда рассылает прокламации.

- 28 октября. Отряд Смекалова взял штурмом Башлыкент. Окончательный разгром сил Мехти-бека в Нижнем Кайтаге.

- 31 октября. Кайтагский отряд выступил на деблокаду Ахтынской крепости.

- 1 ноября. Отряд Смекалова осадил Согратль, оборону возглавляет Ника-кади Цудахарский[15]

- 2 ноября. В 16 часов, после продолжительного артиллерийского обстрела, русские войска пошли на штурм Согратля, который длился шесть часов.

- 2—3 ноября. В Дербенте к генерал-майору Комарову является с повинной кюринский хан Магомед-Али-бек, предводитель повстанцев в Южном Табасаране Аслан-бек Руджинский и другие феодалы.

- В ночь на 3 ноября. После разрушения согратлинских укреплений, между их руководителями повстанцев начинаются разногласия по поводу целесообразности дальнейшей борьбы. Мухаммад-Хаджи Согратлинский, Алибек-Хаджи Алдамов и их единомышленники выступают за продолжение сопротивления, другая часть руководителей решает явиться к русским с повинной.

- 3 ноября. В 5 часов утра русские войска вновь пошли на штурм Согратля. В 8 часов утра согратлинские старейшины прибыли к русским с изъявлением покорности. Повстанцы выдали русским своих предводителей: Мухаммада-Хаджи Согратлинского, его отца шейха Абдурахмана-Хаджи, Абдул-Меджида Кумухского, Аббас-пашу (мухаджир, турецкий эмиссар), Умма-Хаджи Дуева, Даду Умаева, Даду Залмаева. Алибек-Хаджи вырвался из окружения и вернулся в Чечню.

- 4 ноября. По требованию Лорис-Меликова представители горской знати выдают властям руководителей и участников восстания: всего было выдано 274 человека.

- 4—7 ноября. Аресты участников восстания. Согратль «был перевёрнут как бы вверх ногами», в ауле не осталось «ни одного мужа из числа тех, с кого люди берут пример, с кем они считаются…кто имел на теле раны, даже…самые то ни на есть маленькие…».

- 5 ноября. Уничтожение аула Согратль.

- 5 ноября. Шейха Абдурахман-Хаджи отправлен в тюрьму Гуниба, впоследствии был переправлен в Темир-Хан-Шуру и Нижнее Казанище.

- 7 ноября. Кайтагский отряд генерал-майора Комарова деблокировал Ахтынскую крепость.

- 9—10 ноября. Дагестанский Нагорный отряд полковника Накашидзе конвоирует пленных из Согратля в Гудул-майдан (Анада-майдан), где уже стоял генерал-майор Смекалов с новым вспомогательным отрядом из Терской области.

- 10 ноября. В Самурских лесах попадает в плен кайтагский уцмий Мехти-бек. Умер от ран в дербентском госпитале.

- 10—30 ноября. Военно-полевые суды в Гудул-майдане и других местах. К смертной казни через повешение были приговорены 300 человек, в том числе имам Мухаммад-Хаджи Согратлинский, Ника-кади Цудахарский, Аббас-паша из Ансалты, ротмистр Абдул-Меджид Кумухский, Заир-бек Кумухский, Абдул Гаджиев Кумухский, Амир Баратов Кумухский, капитан Кази-Ахмед-бек Ахтынский, Абдул Эфендиев Ахтынский, Абдул-Хаджи Кюринский, Хаджи-Мурад-Нур-Али Кюринский; Каранай Инхайский из Яраги, Хаджи-Исмаил-эфенди из Куркака, Абдул-Азиз, а также известные улемы Абдул-Халим из Согратля, Хаджи-Абдула из Согратля, Хамзат-Хаджи из Телетля, Абдулла из Цулды, Хаджи-Шейх-Буба из Юхари-Стал, Абдул-Гамид-эфенди из Ашага-Стал, Абдул-Халик-Кади из Ахты, Малдай из Бахикли. 14 из приговорённых были повешены в Саланубе, близ Гудул-Майдана «в пятницу на глазах специально приглашённых людей, прибывших из разных мест», остальные — в Дербенте, Грозном и других местах. Некоторые из приговорённых умерли в тюрьмах Темир-Хан-Шуры и Владикавказа.

- 13 ноября. В ауле Ханаг своими приближенными убит предводитель восстания в Табасаране Умалат-бек.

- 20 ноября. Окончательное подавление восстания в Южном Дагестане.

- 27 ноября. Алибек-Хаджи Алдамов, чтобы из-за него не пострадали чеченские аулы, добровольно явился к начальник Ичкерийского округа полковнику Авалову. Султан-Мурад Беноевский и Сулейман Центороевский бежали в Турцию.

- 17 декабря — 15 января (1878). Отправление участников восстания, членов их семей и других «неблагонадёжных» в ссылку. По официальным данным, было выслано 4875 «душ», по местным источникам — от 10 до 30 тысяч человек.

- 29 декабря. Около разрушенного аула Согратль повешен Мухаммад-Хаджи Согратлинский.

1878 год
- 4—6 марта. Военно-полевой суд в Грозном. К смертной казни через повешение были приговорены 12 из 17 человек: имам Алибек-Хаджи Алдамов из Симсира, Нурхади из Чечель-Хи, Косум из Чечель-Хи, Хусейн-Хаджи из Айти-Мохка, Газурко из Турты-Хутора, Губа-хан из Гуни, Курко из Дышне-Ведено, Лорса-Хаджи из Махкеты, Митта из Чеберлоя, Дада Залмаев из Чеберлоя, Умма-Хаджи Дуев из Зумсоя и его сын Дада.

- 9 марта. В 6 часов утра в Грозном на рыночной площади повешены Алибек-Хаджи Алдамов и 11 его сподвижников.

## Память
- В 2001 году в местности Саланиб Гунибского района Дагестана, где была устроена массовая казнь восставших, поставлен мемориал[16].
- Восстание отразилось в фольклоре, песнях и преданиях местных народов.